# Гарсес, Карлос
Ка́рлос Джон Гарсе́с Ако́ста (исп. Carlos Jhon Garcés Acosta; род. 1 марта 1990 года, Манта, Эквадор) — эквадорский футболист, нападающий клуба «Барселона» (Гуаякиль) и сборной Эквадора.

## Клубная карьера
Гарсес — воспитанник клуба «Манта» из своего родного города. В 2008 году он дебютировал за основной состав в эквадорской Серии B. В своём дебютном сезоне Карлос помог клубу выиграть чемпионат и выйти в Примеру. В 2010 году для получения игровой практики Гарсес на правах аренды выступал за ЛДУ Портовьехо. В начале 2013 года Карлос перешёл в ЛДУ Кито. 21 февраля в матче против «Депортиво Куэнка» он дебютировал за новую команду. 24 мая в поединке против «Депортиво Кеведо» Гарсес забил свой первый гол за ЛДУ Кито. В начале 2014 года Карлос присоединился к «Депортиво Кито». 15 февраля в матче против ЛДУ Лоха он дебютировал за новый клуб. 1 марта в поединке против «Эль Насьональ» Гарсес забил свой первый гол за «Депортиво Кито». Вторую половину года он провёл в ЛДУ Портовьехо.
В начале 2015 года Гарсес перешёл в «Депортиво Куэнка». 1 февраля в матче против «Мушук Руна» он дебютировал за новую команду. 14 февраля в поединке против своего бывшего клуба «Депортиво Кито» Карлос сделал хет-трик, забив свои первые голы за «Депортиво Куэнка».
Летом 2015 года Гарсес покинул Эквадор и подписал контракт с мексиканским «Атланте». 25 июля в матче против «Некаксы» он дебютировал в Лиге Ассенсо. 15 августа в поединке против «Хуарес» Карлос забил свой первый гол за «Атланте». 24 октября в матче против «Симарронес де Сонора» он сделал хет-трик. В своём дебютном сезоне Гарсес стал лучшим бомбардиром чемпионата.
В начале 2017 года Карлос вернулся на родину, присоединившись к «Дельфину». 29 января в матче против «Гуаякиль Сити» он дебютировал за новую команду. В поединке против «Фуэрса Амарилья» Гарсес сделал хет-трик, забив свои первые голы за «Дельфин».

## Международная карьера
6 октября 2017 года в отборочном матче чемпионата мира 2018 против сборной Чили Гарсес дебютировал за сборную Эквадора, заменив во втором тайме Айртона Пресьядо.

## Достижения
Личные
- Лучший бомбардир Лиги Ассенсо (11 голов) — Апертура 2015